# Shabana Azmi
Shabana Azmi (Haiderabad, 18 september 1950) is een Indiaas actrice, vrouwenrechtenactiviste en politica. Azmi maakte haar filmdebuut in 1974 en werd al snel een van de leidende actrices van "Parallel Cinema", een beweging voor realistische en naturalistische films (in plaats van levendige musicals). Ze verscheen vanaf 1974 in meer dan 120 films, zowel in het Hindi als in het Bengaals. Gedurende haar carrière heeft ze meerdere prijzen en onderscheidingen gewonnen, waaronder vijf National Film Awards voor "Best Actress", vijf Filmfare Awards ontvangen en verschillende buitenlandse onderscheidingen. In 1988 kende de regering van India haar Padma Shri toe, de vierde hoogste burgerlijke onderscheiding van het land.
Ze is geboren in Haiderabad en is de dochter van dichter Kaifi Azmi en toneelactrice Shaukat Azmi, beide moslims. Naast haar acteerwerk is Azmi een vrouwenrechtenactiviste en politica. Ze is sinds 1984 getrouwd met dichter en scenarioschrijver Javed Akhtar en een tante van actrice Tabu. Ze is een goodwillambassadeur van het Bevolkingsfonds van de Verenigde Naties (UNPFA). Van 1997 tot 2003 was ze lid van de Rajya Sabha, het hogerhuis van het parlement.

## Prijzen en onderscheidingen

### National Film Awards
Azmi heeft vijf National Film Awards gewonnen:
| Jaar | Categorie                            | Productie | Resultaat |
| ---- | ------------------------------------ | --------- | --------- |
| 1975 | National Film Award for Best Actress | Ankur     | Gewonnen  |
| 1983 | National Film Award for Best Actress | Arth      | Gewonnen  |
| 1984 | National Film Award for Best Actress | Khandhar  | Gewonnen  |
| 1985 | National Film Award for Best Actress | Paar      | Gewonnen  |
| 1999 | National Film Award for Best Actress | Godmother | Gewonnen  |

### Filmfare Awards
| Jaar | Categorie                              | Productie        | Resultaat   |
| ---- | -------------------------------------- | ---------------- | ----------- |
| 1975 | Filmfare Best Actress Award            | Ankur            | Genomineerd |
| 1978 | Filmfare Best Actress Award            | Swami            | Gewonnen    |
| 1981 | Filmfare Best Actress Award            | Thodisi Bewafaii | Genomineerd |
| 1984 | Filmfare Best Actress Award            | Arth             | Gewonnen    |
| 1984 | Filmfare Best Actress Award            | Masoom           | Genomineerd |
| 1984 | Filmfare Best Actress Award            | Avtaar           | Genomineerd |
| 1984 | Filmfare Best Actress Award            | Mandi            | Genomineerd |
| 1985 | Filmfare Best Actress Award            | Bhavna           | Gewonnen    |
| 1985 | Filmfare Best Actress Award            | Sparsh           | Genomineerd |
| 2003 | Filmfare Best Villain Award            | Makdee           | Genomineerd |
| 2004 | Filmfare Best Supporting Actress Award | Tehzeeb          | Genomineerd |
| 2006 | Filmfare Lifetime Achievement Award    |                  | Gewonnen    |
| 2017 | Filmfare Best Supporting Actress Award | Neerja           | Gewonnen    |